# Бажана (гурт)
«Бажана» — гурт, що був заснований у 2003 році на базі сольного проекту солістки Ольги Животкової. Сама Ольга займається тим, що пише музику для себе, а також пісні для багатьох вітчизняних виконавців («Пара Нормальних», Наталя Могилевська, Міка Ньютон, Марк Савін, Фабрика Зірок-3), проводить вечірки «Bazhana and friends parties», в одному з київських арт-клубів, а також веде авторську програму «Зірковий спалах» на каналі Star TV (Стар ТВ).

## Досягнення
За цей час гурт встиг:
- Перемогти у відбірному конкурсі «Чайки 7», взяти участь у фестивалі «Чайка 7» на Майдані незалежності.[4]
- У 2006 році зіграла у передачі «Свіжа кров» та отримати тижневу ротацію відео на М1[3].
- Стати дипломантом та взяти участь у фінальному концерті фестивалю «Перлини сезону 2005»
- Заграти в новорічну ніч 2005 року на Майдані незалежності
- Заграти на фестивалях «Таврійські ігри 2004, 2005»; «Рок-екзистенція 2005» тощо.

## Творчість

### Пісні
У групи в напрацюванні ряд пісень, деякі з яких уже стали відомі:
- Серце — здобула ротацію на телеканалі М1 в 2006 р.
- Бажана
- Відлітай
- Досить
- Надто
- Завтра
- Залишити все чи залишитись?
- Я буду з тобою
- Окей!
- Я дихаю
- Небо
- ТТ

### Відеокліпи
«ОК» (Режисер — Дмитро Тарасов, операторська робота — Володимир Шкляревський.) — перший кліп гурту, був представлений 22 лютого 2007 року в клубі «44». Кліп був знятий за кордоном, а саме в Будапешті, під час фестивалю «Сігет» влітку 2006 року.